# نيل كليمينت
نيل كليمينت (بالإنجليزية: Neil Clement)‏ (3 أكتوبر 1978 بريدنغ في المملكة المتحدة - ) هو لاعب كرة قدم بريطاني في مركز الدفاع. شارك مع منتخب إنجلترا تحت 16 سنة لكرة القدم ومنتخب إنجلترا تحت 18 سنة لكرة القدم. أما مع النوادي، فقد لعب مع بريستون نورث إيند وتشيلسي ونادي برينتفورد ونادي ريدنغ وهال سيتي ووست بروميتش ألبيون.

## وصلات خارجية
- نيل كليمينت على موقع قاعدة بيانات كرة القدم.إي يو (الإنجليزية)
- نيل كليمينت على موقع Soccerbase.com (لاعب) (الإنجليزية)
- نيل كليمينت على موقع عالم كرة القدم.نت (الإنجليزية)